# جوني هولت
جوني هولت (بالإنجليزية: Johnny Holt)‏ (10 أبريل 1865 في المملكة المتحدة - ) هو لاعب كرة قدم بريطاني (وحمل سابقاً جنسية المملكة المتحدة لبريطانيا العظمى وأيرلندا) في مركزي الوسط وقلب الدفاع. لعب مع نادي إيفرتون.

## وصلات خارجية
- جوني هولت على موقع قاعدة بيانات كرة القدم.إي يو (الإنجليزية)
- جوني هولت على موقع ناشيونال فوتبول تيمز (الإنجليزية)